# It’s a Great Life (1943)
It’s a Great Life ist eine US-amerikanische Filmkomödie in Schwarz-weiß aus dem Jahr 1943. Regie führte Frank R. Strayer, das Drehbuch schrieben Connie Lee und Karen DeWolf nach den Comics von Chic Young. Die Hauptrollen spielten Penny Singleton und Arthur Lake. It’s a Great Life ist der dreizehnte Blondie-Film und der erste ohne Blondie im Namen.

## Handlung
Eines Morgens wird Dagwood Bumstead zu Hause von seinem Chef Mr. Dithers angerufen: Er soll zunächst nicht ins Büro kommen, sondern ein bestimmtes Haus kaufen. Wegen lautstarker Bodenarbeiten versteht er Mr. Dithers aber nicht richtig und gewinnt nach wiederholtem Nachfragen den Eindruck, er solle ein Pferd kaufen. Tatsächlich kann bei der angegebenen Adresse er ein Pferd namens Reggie kaufen. Erst als Mr. Dithers verärgert reagiert, versteht Dagwood seinen Fehler, kann den Verkäufer aber nicht dazu bringen, Reggie wieder zurückzunehmen. Daher nimmt er das Pferd mit nach Hause, was zu einigen Verwicklungen führt, vor allem mit seiner Frau Blondie.
Am nächsten Morgen hält Reggie Dagwood auf seinem Weg zur Arbeit so lange auf, bis Dagwood dorthin reiten muss. Mr. Dithers ist gerade dabei, den exzentrischen Millionär Timothy Brewster dazu zu bringen, ihm das Haus zu verkaufen. Direkt bevor dieser unterschreibt, kommt das Pferd ins Büro und lenkt Brewster ab. Dieser lädt den Besitzer des Pferdes zu seiner bevorstehenden Parforcejagd ein und verlässt das Gebäude. Von dieser Einladung erfährt auch Mr. Dithers’ zufälligerweise anwesender Konkurrent Collender Martin, der ebenfalls dieses Haus kaufen möchte. Martin begibt sich umgehend zur Wohnung der Bumsteads und kauft Blondie das Pferd ab. Kaum ist Reggie weg, trauert ihm die gesamte Familie nach, auch die beiden Kinder Alexander und Cookie sowie der Familienhund Daisy. Nachts kommt Mr. Dithers in die Wohnung der Bumsteads und schließt sich dem allgemeinen Bedauern an. Reggie ist in der Zwischenzeit Martin weggelaufen und trifft kurz darauf ebenfalls bei den Bumsteads ein. Als Martin ihn dort sucht, tritt Blondie von dem Verkauf zurück.
Bei der Parforcejagd treffen alle Beteiligten wieder aufeinander. Allerdings reitet niemand auf Reggie mit, sodass Dagwood versucht, sich auf ihm fotografieren zu lassen. Dabei läuft Reggie mit Dagwood auf dem Rücken weg und schließt sich der Jagdgesellschaft an. Kurz löst die von einem Skunk verjagte Hundemeute Chaos in der Jagdgesellschaft aus, doch da sind Reggie und Dagwood schon nicht mehr dabei. Sie sind Daisy gefolgt, die den Fuchs auf einen Baum gejagt hat. Dagwood, der den Fuchs für einen Hund hält, „rettet“ ihn und kehrt mit ihm im Arm zur Jagdgesellschaft zurück. Mr. Brewster erklärt Dagwood daraufhin zum Sieger. Als Siegespreis verkauft Brewster das Haus an Mr. Dithers – unter der Bedingung, dass der Dagwood zu seinem Teilhaber macht.
Running Gag mit dem Briefträger Mr. Crumb
Dagwood ist mal wieder spät für die Arbeit und stürzt aus dem Haus, direkt auf Mr. Crumb zu. Doch bremst er kurz bevor er ihn trifft – er hat statt seines Hutes Cookie bei sich. Nach dem Tausch stürmt er erneut auf Mr. Crumb zu. Der kann ihm zwar ausweichen, bemerkt aber nicht, dass Reggie Dagwood folgt.

## Hintergrund
It’s a Great Live (Arbeitstitel Blondie Buys a Horse) war der erste Blondiefilm ohne den Namen Blondie im Titel. Dies lag daran, dass die Filmserien von Columbia allgemein weniger einspielten als vorher. Die Produktionsgesellschaft versuchte, die Serienfilme weniger als solche erkennbar zu machen, um ein größeres Publikum anzusprechen. Diese Politik wurde aber bald wieder aufgegeben, sodass nach dem nächsten Film Footlight Glamour alle weiteren Filme der Serie den Namen Blondie im Titel hatten.
Für Marjorie Ann Mutchie war dies der erste Filmauftritt überhaupt. Sie sollte ihre Rolle als Cookie in allen weiteren Filmen der Serie spielen. Columbia hatte angekündigt, in jedem weiteren Blondiefilm einen bekannten Gaststar zu präsentieren. In It’s a Great Life war das Hugh Herbert, der kurz zuvor vom Studio verpflichtet worden war. Vor dem Film wurde spekuliert, dass Penny Singleton die Serie verlassen würde.
It’s a Great Life wurde vom 21. Januar bis Ende Februar 1943 von Columbia produziert. Für das Szenenbild waren Lionel Banks und Joseph Kish verantwortlich. Die Uraufführung war am 27. Mai 1943. Columbia übernahm auch den Vertrieb des Films. Über eine Aufführung im deutschsprachigen Raum ist nichts bekannt.

## Kritiken
It’s a Great Life wurde von den Kritikern als eher mäßig beurteilt. Sie sprachen von Slapstick, Comicniveau, einer elementaren Farce, einer albernen Geschichte oder einer Menge Unsinn, aber auch von einer herrlichen Komödie. Dem Film werden ein paar Lacher zugestanden, zumindest für Jugendliche. Er sei aber vorhersehbar,  sogar für fast alle Kinder.
Die schauspielerischen Leistungen werden zumeist nicht erwähnt, aber wenn, dann eher positiv. Hervorgehoben werden dabei aber der Hund und vor allem das Pferd.